# Trouley-Labarthe
Trouley-Labarthe – miejscowość i gmina we Francji, w regionie Oksytania, w departamencie Pireneje Wysokie.
Według danych na rok 1990 gminę zamieszkiwało 65 osób, a gęstość zaludnienia wynosiła 15 osób/km² (wśród 3020 gmin regionu Midi-Pireneje Trouley-Labarthe plasuje się na 998. miejscu pod względem liczby ludności, natomiast pod względem powierzchni na miejscu 1546.).